# Elecciones a la Cámara de Representantes de los Estados Unidos de 2010 en Massachusetts
Las Elecciones a la Cámara de Representantes de los Estados Unidos de 2010 en Massachusetts fueron unas elecciones que se hicieron el 2 de noviembre de 2010 para escoger a los 10 Representantes por Massachusetts. Los 10 distritos congresionales en juego lo ganaron los Demócratas.